# Bled
Bled là một khu tự quản (tiếng Slovenia: občine, số ít – občina) trong vùng Gorenjska của Slovenia. Bled có diện tích 72.3 km2, dân số là theo điều tra ngày 31 tháng 3 năm 2002 là 8043 người. Thủ phủ khu tự quản Bled đóng tại Bled.